# ریوما نیشیمورا
ریوما نیشیمورا (انگلیسی: Ryoma Nishimura؛ زادهٔ ۲ ژوئیهٔ ۱۹۹۳) بازیکن فوتبال اهل ژاپن است.
از باشگاه‌هایی که در آن بازی کرده‌است می‌توان به باشگاه فوتبال آلبیرکس نیگاتا اشاره کرد.